# Paralabrax humeralis
Paralabrax humeralis is een straalvinnige vis uit de familie van zaagbaarzen (Serranidae) en behoort derhalve tot de orde van baarsachtigen (Perciformes). De vis kan een lengte bereiken van 50 cm.

## Leefomgeving
Paralabrax humeralis is een zoutwatervis. De vis prefereert een tropisch klimaat en leeft hoofdzakelijk in de Grote Oceaan. Hij komt voor op een diepte van 60 tot 180 m.

## Relatie tot de mens
Paralabrax humeralis is voor de visserij van aanzienlijk commercieel belang. In de hengelsport wordt er weinig op de vis gejaagd.
Voor de mens is Paralabrax humeralis ongevaarlijk.